# Списак министара Северне Македоније
На овој страни се налази списак министара у Влади Србије по министарствима.
- Списак председника влада Северне Македоније
- Списак министара иностраних послова Северне Македоније
- Списак министара правде Северне Македоније
- Списак министара финансија Северне Македоније
- Списак министара унутрашњих послова Северне Македоније
- Списак министара одбране Северне Македоније
- Списак министара просвете Северне Македоније
- Списак министара културе Северне Македоније
- Списак министара привреде Северне Македоније
- Списак министара пољопривреде Северне Македоније
- Списак министара здравља Северне Македоније